# Euchlaena deplanaria
Euchlaena deplanaria là một loài bướm đêm trong họ Geometridae.